# Chuyến bay 705 của Federal Express
Chuyến bay 705 của Federal Express là một chuyến bay vận chuyển thiết bị điện tử nội địa Hoa Kỳ từ Memphis, Tennessee đến San Jose, California bằng chiếc máy bay McDonnell Douglas DC-10-30. Vào ngày 7 tháng 4 năm 1994, chuyến bay đối mặt với âm mưu không tặc của Auburn R. Calloway, người mà bên công tố lập luận là cố ý tự sát. Calloway là một nhân viên của Federal Express đang đứng trước nguy cơ bị sa thải vì nói dối về giờ bay của mình. Anh ta lên chuyến bay với tư cách là hành khách, mang theo một hộp đàn guitar, bên trong giấu một số cây búa và một khẩu súng phóng xiên. Hắn đã vô hiệu hóa bộ ghi âm buồng lái (CVR) của máy bay trước khi cất cánh, nhưng cơ trưởng đã phát hiện ra và bật lại lên, và khi đang trên không, Calloway đã tấn công phi hành đoàn bằng búa để gây thương tích cho họ trông giống như một vụ tai nạn hơn là một vụ cướp.
Calloway dự định sử dụng khẩu súng phóng xiên như một phương sách cuối cùng. Hắn ta lên kế hoạch làm rơi máy bay với hy vọng được tính là một nhân viên đã thiệt mạng trong vụ tai nạn, hòng tìm cách để gia đình mình có thể nhận được tiền bảo hiểm nhân thọ trị giá 2,5 triệu đô la từ Federal Express. Tuy nhiên, nỗ lực của Calloway để hãm hại phi hành đoàn đã không thành công. Mặc dù bị thương nặng, phi hành đoàn đã chiến đấu chống trả, khuất phục Calloway và hạ cánh an toàn.
Trong phiên xét xử của mình, Calloway đã cố gắng kêu gọi luật sư bào chữa. Nhưng cuối cùng vẫn bị kết tội với nhiều tội danh, bao gồm cố ý giết người, không tặc và can thiệp vào hoạt động của phi hành đoàn. Hắn nhận hai bản án chung thân liên tiếp và không có cơ hội được ân xá (theo luật Tiểu bang). Calloway sau đó kháng cáo thành công bản áp can thiệp, và được phán quyết tội không tặc mức độ nhẹ. Tuy nhiên, bản án chung thân vẫn được giữ nguyên.

## Trong văn hóa đại chúng
Sự kiện không tặc Chuyến bay 705 được giới thiệu trong "Fight for Your Life", mùa thứ ba (2005) của series truyền hình Canada Mayday (được gọi là Air Emergency and Air Disasters ở Mĩ và Air Crash Investigation ở Anh), trong đó gồm cả các cuộc phỏng vấn với tổ bay đã liên quan tới vụ việc. Kịch bản được phát sóng với tựa đề "Suicide Attack" ở Vương quốc Anh, Úc và Châu Á.
Tập thứ sáu của series truyền hình Black Box (Hộp đen) của Vương quốc Anh (được gọi là Survival in the Sky ở Hoa Kỳ) và "Sky Crimes" (Tội phạm trên trời), cũng kể về nỗ lực tiếp quản máy bay bằng âm thanh được ghi lại giữa kiểm soát không lưu và phi hành đoàn.
Cuốn sách Hijacked: The True Story of the Heroes of Flight 705, do Dave Hirschman viết, được xuất bản vào năm 1997.